# Université du Nord du Texas
L'université du Nord du Texas (en anglais : University of North Texas) ou UNT est une université américaine située à Denton dans l'État du Texas aux États-Unis.
Fondée en 1890, son campus a une superficie de 3,3 km2.
En 2023, elle compte 46 940 élèves en doctorat et premier cycle universitaire.

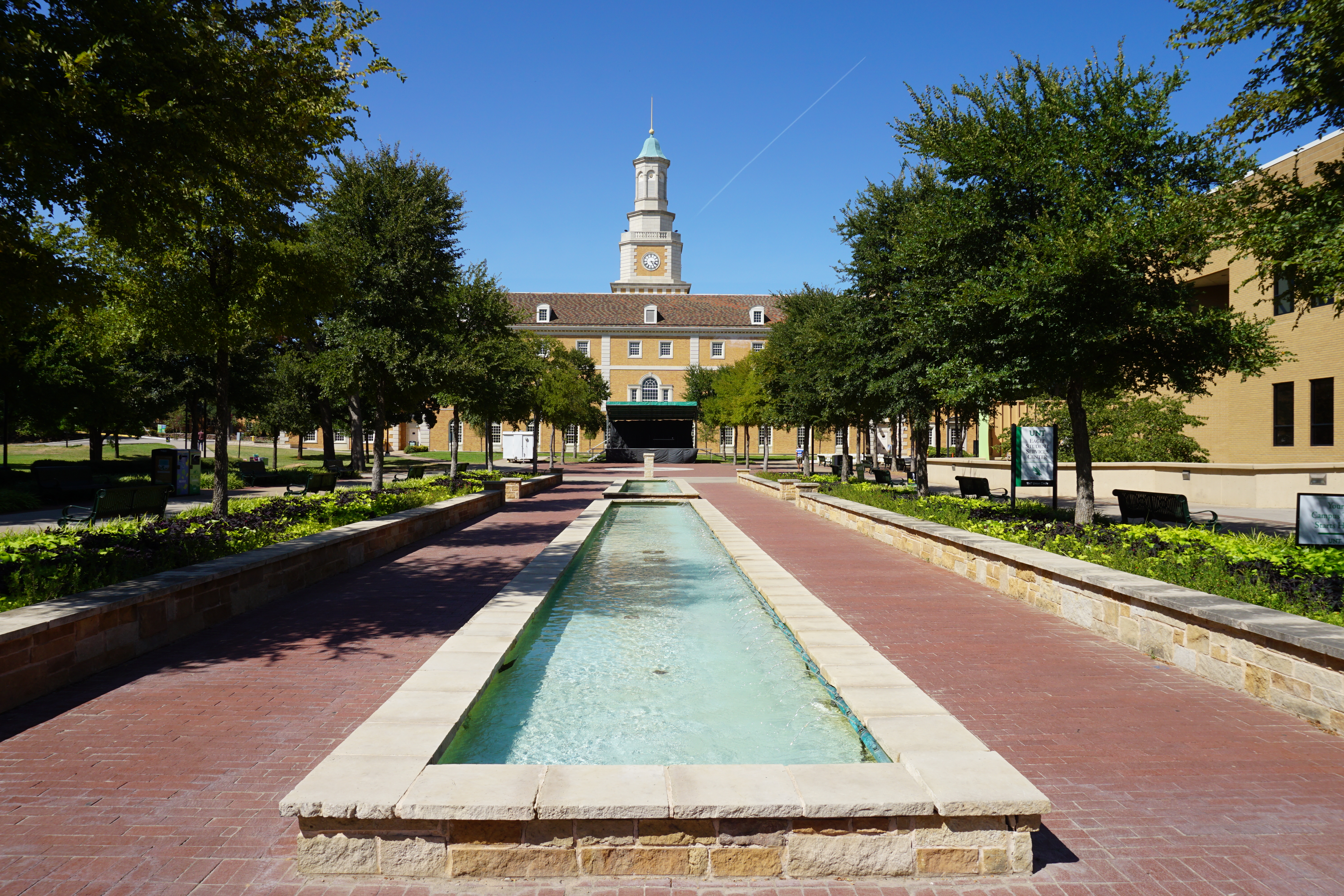
Hurley Administration Building.

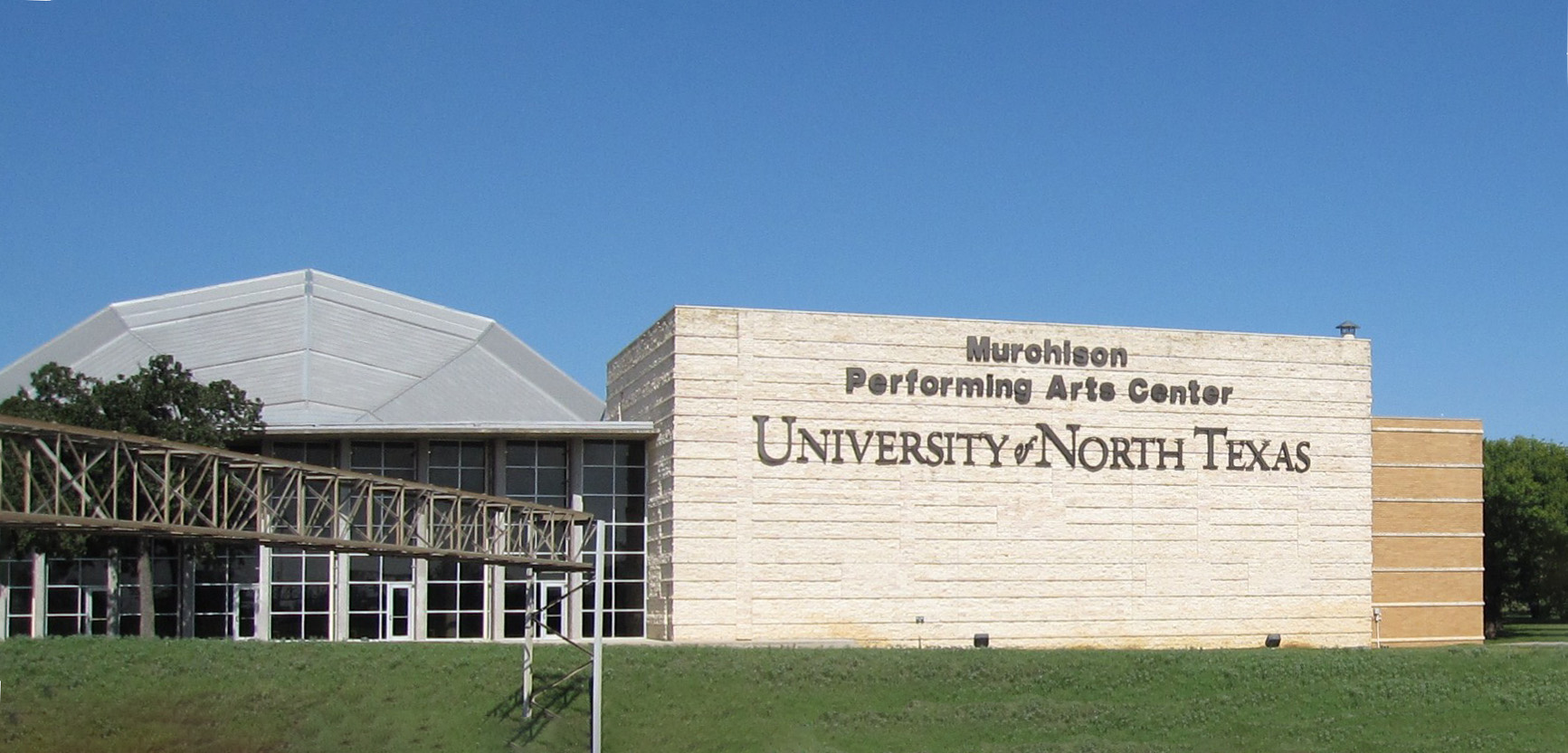
UNT center.

## Écoles affiliées et secteurs
- College of Arts and Sciences
- College of Business
- College of Education
- College of Engineering
- College of Music
- Public Affairs and Community Service
- College of Visual Arts and Design (COVAD)
- School of Library and Information Sciences
- School of Merchandising and Hospitality Management
- Texas Academy of Mathematics and Science (TAMS)
- Toulouse School of Graduate Studies
- Albino Squirrel Preservation Society

## Sport
- Mean Green de North Texas
- North Texas Mean Green men's basketball
- Mean Green Village
- Fouts Field (ancien stade de football américain)
- DATCU Stadium (en) (stade de football américain actuel)
- UNT Coliseum (en)

## Autres
- North Texas Daily
- University of North Texas Symphony Orchestra
- ntTV (North Texas Télévision)
- One O'Clock Lab Band
- Two O'Clock Lab Band
- KNTU (radio)

## Personnalités liées à l'université

### Étudiants
- Stone Cold Steve Austin
- Kristopher Carter
- John Congleton
- Mark Dalton
- Joe Greene
- Norah Jones
- Jim Marrs
- Larry McMurtry
- Meat Loaf
- Rula Quawas
- Ann Sheridan
- Kristof Ulenaers
- Kevin Von Erich
- Thomas Haden Church
- Lecrae
- Charles Watson
- Peter Weller
- Noble Willingham